# Asociación Mexicana de Usuarios de Armas de Fuego
La Asociación Mexicana de Usuarios de Armas de Fuego AC es una organización que promueve el derecho a poseer y portar armas en México. con base al Artículo 10 de la Constitución Política de los Estados Unidos Mexicanos.

## Propuestas de la AMUAF
La AMUAF se ha enfocado en la portación de armas de fuego en México, esto debido a que la ley actual establece que los solicitantes de la licencia de portación de armas deben de acreditar la necesidad de portar armas ante la Secretaría de la Defensa Nacional que puede negar el permiso de manera arbitraria por lo que su principal propuesta es derogar la sección de dicha ley en donde se necesita acreditar la necesidad de portar armas, ya que afirman, el "Criterio" nunca se ha explicado, y es causante de que a la mayoría de solicitantes se les niegue la licencia para portar armas.
"¿Cómo te vas a defender si no tienes las herramientas?”
Luis Antonio Merino, Presidente de la AMUAF.

## Historia
En 2016 la AMUAF apoyo la propuesta del senador Jorge Luis Preciado del PAN, en la que se proponía la modificación del artículo 10 de la Constitución para extender el derecho a poseer armas a negocios y automóviles del usuario.
Posterior a esa propuesta se han enfocado en eliminar el criterio de la SEDENA en la licencia para la portación de armas, propuesta que ha sido apoyada por el diputado Emilio Manzanilla Téllez del PT, el mismo diputado ha expresado que su meta es alcanzar un cambio en el artículo 10 de la Constitución.
MISION: Esta asociación tiene como misión defender la libertad de poseer y portar armas de fuego, para nuestra seguridad y legítima defensa; así como reformar el Artículo Diez de la Constitución Política de los Estados Unidos Mexicanos, a fin de que sea en beneficio y no en perjuicio de personas honestas, parte de nuestra misión como asociación es proponer una nueva ley y reglamentos de armas de fuego menos restrictiva y de acuerdo a nuestras necesidades actuales como ciudadanos honestos.
Nuestra visión:- como asociación mexicana de usuarios de armas de fuego es : Ser una asociación de ciudadanos comprometidos a:  “defender nuestra libertad de poseer y portar un arma de fuego, para nuestra seguridad y legítima defensa”, 
El portar un arma de fuego para nuestra seguridad, con sus respectivos permisos o licencia, no te hace un asesino ni un delincuente, es para defender el bien jurídico tutelado más preciado, el cual es la vida y la de nuestra familia, un ciudadano legalmente armado es el complemento, no el sustituto de la seguridad pública :- Luis Antonio Merino González *(LAMGLEZ)*

## Argumentos de la Asociación Mexicana de Usuarios de Armas de Fuego
El presidente de la Asociación Luis Antonio Merino asegura que defenderse de una persona que ponga en peligro la vida de las personas es una forma de complementar las funciones de la policía y promover que no haya agresiones en contra de otros ciudadanos.
"Si estás viendo que están atacando a una persona, que la están asaltando tú puedes intervenir”.
Luis Antonio Merino, Presidente de la AMUAF. 
Así mismo, afirma que los delincuentes no usan el mercado legal para obtener sus armas:
"Una persona que busca hacerle daño a la sociedad compra un arma en el mercado negro”.
Luis Antonio Merino, Presidente de la AMUAF. 
También, heraldodemexico.com en entrevista con Alejandro Cacho, el representante de la asociación aseguró que la Sedena suele decir que la seguridad del país es parte de la jurisdicción de las autoridades, pero indicó que los pocos resultados en este sector hacen evidente la necesidad de que los ciudadanos se protejan a ellos mismos.

## Véase  también
- Asociación Nacional del Rifle
- Derecho a poseer armas
- Control de armas
- Legítima defensa